# 縁甲板

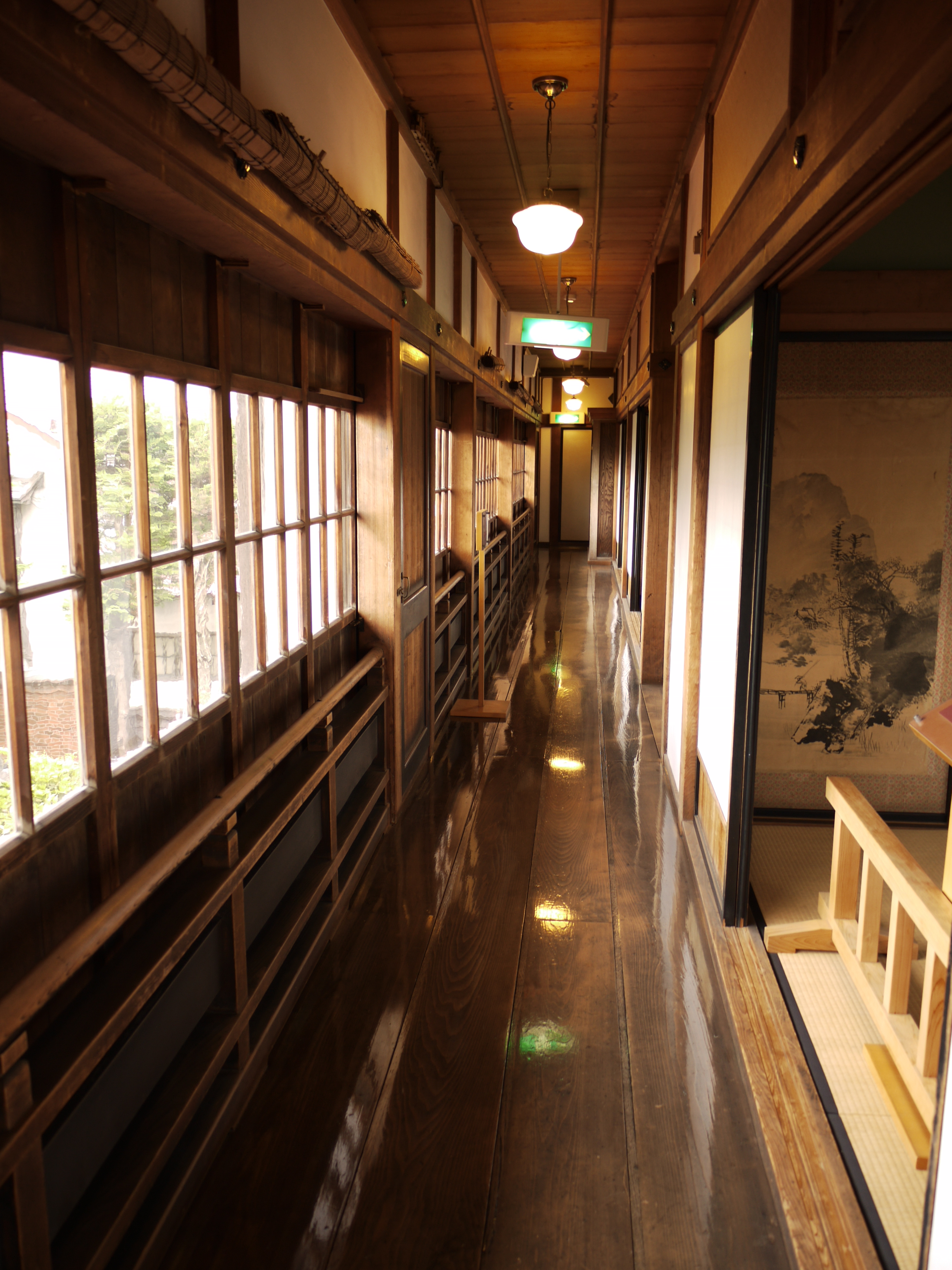
斜陽館2階廊下

縁甲板（えんこういた、えんこいた、英語：strip flooring）とは、日本家屋の廊下や壁などに使用される本実加工のされた仕上げ板のことである。檜（ひのき）や杉などの針葉樹が用いられる。これに対して、ブナ、ナラなどの広葉樹を用いる洋風のものは、フローリングと呼び分けられる。
縁側（外廊下）の甲板（こういた）として使われたのが語源で、JASでは単層フローリングに相当する。長さ1.8ｍほどの長さであり、両端の雄実（おすざね）と雌実（めすざね）を組み合わせて使う。